# علم الغدد الصم
علم الغُدَد الصُّمّ أو طب الغدد الصم أو علم الهرمونات أو علم الغدد الصماء هو العلم الذي يعني بدراسة الغدد الصماء وأمراضها وعلاجها.

## الغدد الصماء
الغدد الصماء هي الغدد التي تفرز ما تنتجه مباشرة في مجرى الدم وليس في قناة إفراز كما هو الحال في غدد أخرى كالغدد اللعابية.

## أصل كلمة الاندوكرينولوجيا
اسم الاندوكرينولوجيا ينبع من اليونانية اندون ἔνδον «الداخل»، وكرينين κρίνειν «يفرز».

## تصنيف الاندوكرينولوجيا
الإندوكرينولوجيا أو علم الغدد الصماء هو فرع من الطب الباطني.

## أمثلة لأمراض الغدد الصماء
هذا العلم يتناول على سبيل المثال دراسة هذه الأمراض:
- مرض القصور النخامي الشامل أو القصور الهرموني الشامل
- أمراض الغدة الدرقية
- مرض السكري
- متلازمة كون = الإفراط في إنتاج الألدوستيرون
- متلازمة كوشينغ = الإفراط في إنتاج الكورتيزول
- متلازمة أديسون = مرض نقص هرمونات قشرة الغدة الكظرية
- العملقة
- قصر القامة (بسبب نقص هرمون النمو)
- نقص السكر في الدم
- فائض أو نقص في الهرمونات الجنسية (مثل نقص هرمون التستوستيرون، والتأنيث، النمو المفرط للشعر)

## الطب والأمراض

### الأمراض
يتضمن علم غدد الصم أيضًا دراسة أمراض غدد الصم. قد تتعلق هذه الأمراض بإفراز قليل جدًا أو مفرط من الهرمون، أو تأثير الهرمون بشكل ضعيف جدًا أو شديد، أو مشاكل في تلقي الهرمون.

### الجمعيات والمنظمات
وُجدت العديد من المنظمات التي توفر التعليم للمرضى والمجتمع، تماشيًا مع كون علم غدد الصم يشمل العديد من الأمراض والحالات. توفر «مؤسسة الهرمون»، وهي مؤسسة للتعليم العام تابعة لجمعية غدد الصم، معلومات عن جميع الحالات المتعلقة بأمراض هذا الجهاز. تشمل المؤسسات التعليمية الأخرى التي تركز على واحدة أو أكثر من الحالات المتعلقة بغدد الصم: جمعية السكري الأمريكية ومؤسسة النمو البشري ومؤسسة سن اليأس الأمريكية ومؤسسة الغدة الدرقية الأمريكية.
في أمريكا الشمالية، تشمل المنظمات المهنية الرئيسية لأطباء الغدد الصم جمعية غدد الصم والجمعية الأمريكية لأخصّائيي الغدد الصماء وجمعية السكري الأمريكية وجمعية لوسون ويلكنز لغدد الصم في الأطفال وجمعية الغدة الدرقية الأمريكية.
في أوروبا، تمثل الجمعية الأوروبية لأمراض غدد الصم (ESE) والجمعية الأوروبية لأمراض غدد الصم لدى الأطفال (ESPE) المنظمات الرئيسية التي تضم المتخصصين في مجالات غدد الصم لدى البالغين والأطفال على التوالي.
في المملكة المتحدة، تعتبر جمعية أمراض غدد الصم  والجمعية البريطانية لأمراض غدد الصم والسكري لدى الأطفال من المنظمات المهنية الرئيسية.
تعد الجمعية الأوروبية لأمراض غدد الصم لدى الأطفال أكبر جمعية مهنية دولية متخصصة بأمراض غدد الصم لدى الأطفال. وتوجد أيضًا العديد من الجمعيات المماثلة في جميع أنحاء العالم.

## تاريخ
بدأت الدراسة الأولى عن غدد الصم في الصين. عزل الصينيون الهرمونات الجنسية والنخامية من بول الإنسان واستخدموها لأغراض طبية بحلول عام 200 قبل الميلاد. استخدم الصينيون العديد من الطرق المعقدة مثل تصعيد الهرمونات الستيرويدية. هناك طريقة أخرى حددتها النصوص الصينية - أقدمها يعود إلى عام 1110 - حددت استخدام الصابونين (من حبوب الغلاديشية الصينية) لاستخراج الهرمونات. من ناحية أخرى، استُخدم أيضًا الجبس (الذي يحتوي على كبريتات الكالسيوم).
على الرغم من أن معظم الأنسجة المتأثرة بغدد الصم قد حددها علماء التشريح الأوائل، فضل المفكرون اليونانيون والرومانيون القدماء مثل أرسطو وأبقراط ولوكريتيوس وسلزوس وجالينوس مقاربة أكثر خلطية لفهم الوظيفة البيولوجية والمرض. واستمرت هذه النظريات في التأثير إلى أن ظهرت النظرية الجرثومية وعلم وظائف الأعضاء وأساس علم الأمراض في القرن التاسع عشر. 